# Selawan
Selawan is een bestuurslaag in het regentschap Asahan van de provincie Noord-Sumatra, Indonesië. Selawan telt 7737 inwoners (volkstelling 2010).